# 伊藤総山
伊藤 総山（いとう そうざん、明治17年〈1884年〉 -  没年不明）とは、明治時代から昭和時代初期にかけての版画家。

## 来歴
明治41年（1907年）頃より渡辺版画店から、複製の浮世絵に代わる新しい版画で「新作板画」と呼ばれた輸出用の花鳥画の木版画を版行した。新版画としては大正8年（1919年）から昭和元年（1926年）にかけて、花鳥画と美人画を制作している。「堀きり花菖蒲」と「谷中天王寺」はともに風景を高橋松亭が描き、花鳥の部分を総山が描いた合作であった。「堀きり花菖蒲」にみられる近景の花菖蒲を巨大化した画面構成やぼかしの表現には、歌川広重の「名所江戸百景」の影響を感じさせる。
大正10年（1921年）6月、渡辺版画店の主催により日本橋白木屋で行われた「新作板画展覧会」に「紫陽花」、「百合」、「蛍」、「朝顔」、「銀杏に啄木鳥」、「鶏」の6点の版画を出品した。昭和7年（1932年）4月にも、同じく日本橋白木屋で開かれた「第三回現代創作木版画展覧会」に総山はいずれも三ツ切の木版画「二羽のインコ」、「蛍」、「柳に鷺」、「孔雀」、「紅葉に文鳥」、「柳に燕」の6点を出品している。

## 作品
- 「堀きり花菖蒲」渡辺版画店、木版画、明治42年（1909年）から大正5年（1916年）、個人所蔵
- 「谷中天王寺」渡辺版画店、木版画、明治42年（1909年）から大正5年（1916年）、個人所蔵
- 「蔦に山雀」渡辺版画店、木版画、大正初期
- 「三ケ月と真雁」渡辺版画店、木版画、大正11年（1922年）